# Zeitungsantiquariat
Ein Zeitungsantiquariat ist ein Antiquariat, das sich auf den Vertrieb und Verkauf originaler, alter Tages- und Wochenzeitungen spezialisiert hat. Es liefert antiquarische Zeitungen für Museen wie Zeitungsmuseen, Archive, als Filmrequisiten oder zu Geschenkzwecken.